# MGM-13 Mace

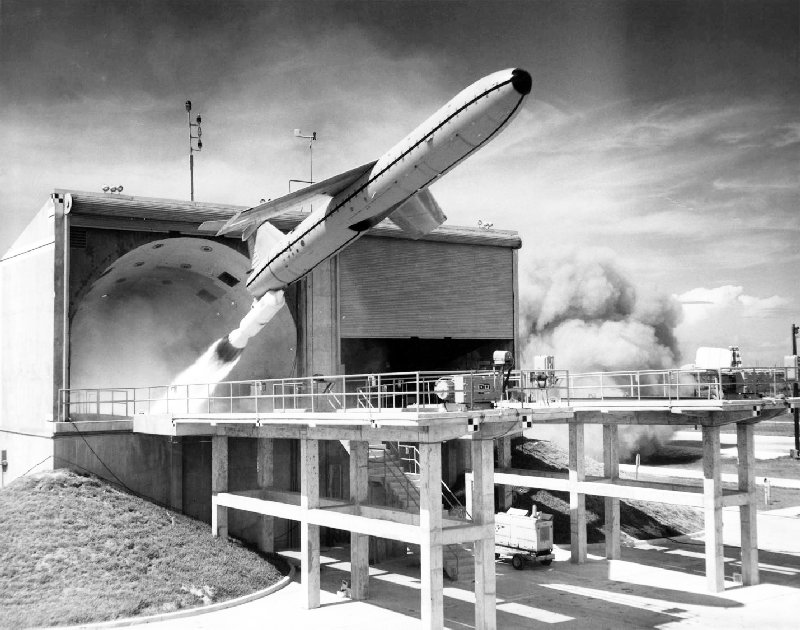

O Martin Mace (designado como TM-76A e TM-76B até 1963, depois como MGM-13A) é um míssil de cruzeiro tático desenvolvido pela Martin a partir do MGM-1 Matador. Ele foi substituído em serviço pelo MGM-31 Pershing e depois no seu papel como míssil de cruzeiro para a Alemanha Ocidental pelo BGM-109G Ground Launched Cruise Missile. A ogiva usada era uma B28.
A Força Aérea do EUA implantou o Mace A na Alemanha Ocidental em 1959 na Base Aérea de Sembach. Um total de 6 esquadrões de mísseis foram equipados com o Mace nas bases aéreas de Sembach e Hahn. Mace B form implantados nas bases em Okinawa em 1961. Depois de retirados do serviço militar, muitos foram usados como drones alvos por seu tamanho e performance semelhantes aos de aviões.

## Variantes
- Mace A - .
- Mace B - com alcance aumentado.